# Универзитет Свете Марије (Џуба)
Универзитет Свете Марије (енгл. St. Mary's University in Juba) је приватна високошколска установа са седиштем у Џуби, главном граду вилајета Централна Екваторија у Јужном Судану. Један је од пет приватних универзитета Јужног Судана. Ректор је Паулино Лукудо Лоро, надбискуп надбискупије у Џуби. Основан је 2009. године од стране Католичке цркве у Јужном Судану.

## Факултети
Универзитет Свете Марије састоји се од следећих факултета:
1. Учитељски факултет
2. Факултет уметности
3. Факултет друштвених наука
4. Факултет науке
5. Факултет рачунарства